# Спокійна вулиця (Київ)
Спокі́йна (Низи́нна) ву́лиця — вулиця в Голосіївському районі міста Києва, місцевість Віта-Литовська. Пролягає від Столичного шосе до кінця забудови.

## Історія
Вулиця виникла в 1-й половині XX століття під сучасною назвою (народного походження). У 1959 році набула офіційну назву Низинна вулиця, однак фактично використовуються обидві назви.